# Edward R. Robinson
Edward Ray Robinson (* 24. Juli 1893 in Los Angeles, Kalifornien; † 27. April 1979 ebenda) war ein US-amerikanischer Artdirector und Szenenbildner, der bei der Oscarverleihung 1943 für einen Oscar für das beste Szenenbild nominiert war.

## Leben
Robinson begann seine Laufbahn als Artdirector und Szenenbildner in der Filmwirtschaft Hollywoods 1942 bei Filmen wie Invisible Agent und Die Freibeuterin. Für die szenische Ausstattung dieses von Ray Enright mit Marlene Dietrich, Randolph Scott und John Wayne inszenierten Schwarzweiß-Western erhielt er zusammen mit John B. Goodman, Jack Otterson und Russell A. Gausman seine Oscarnominierung für das beste Szenenbild.
Im Laufe seiner bis 1953 dauernden Tätigkeit arbeitete er an der Ausstattung von knapp siebzig Filmen und Folgen von Fernsehserien mit.

## Filmografie (Auswahl)
- 1942: Invisible Agent
- 1942: Die Freibeuterin (The Spoilers)
- 1943: Draculas Sohn
- 1943: Im Schatten des Zweifels
- 1944: Murder in the Blue Room
- 1946: Strange Conquest
- 1946: Zwei Sprengstoffverkäufer (Little Giant)
- 1946: Rächer der Unterwelt
- 1946: Die Ausreißerin (The Runaround)
- 1946: Jagd auf Spieldosen (Dressed to Kill)
- 1947: The Spirit of West Point
- 1947: Lied des Orients (Song of Scheherazade)
- 1947: Die falsche Sklavin (Slave Girl)
- 1948: Ohne Erbarmen (Ruthless)
- 1948: Flucht nach Nevada (Four Faces West)
- 1948: The Babe Ruth Story
- 1949: Verrücktes Afrika
- 1949: Rotes Licht (Red Light)
- 1950: Der Baron von Arizona (The Baron of Arizona)
- 1951: When I Grow Up
- 1952: Der vierte Mann (Kansas City Confidential)
- 1952: Park Row
- 1953: Schlitz Playhouse of Stars (Fernsehserie)